# Katja Becker

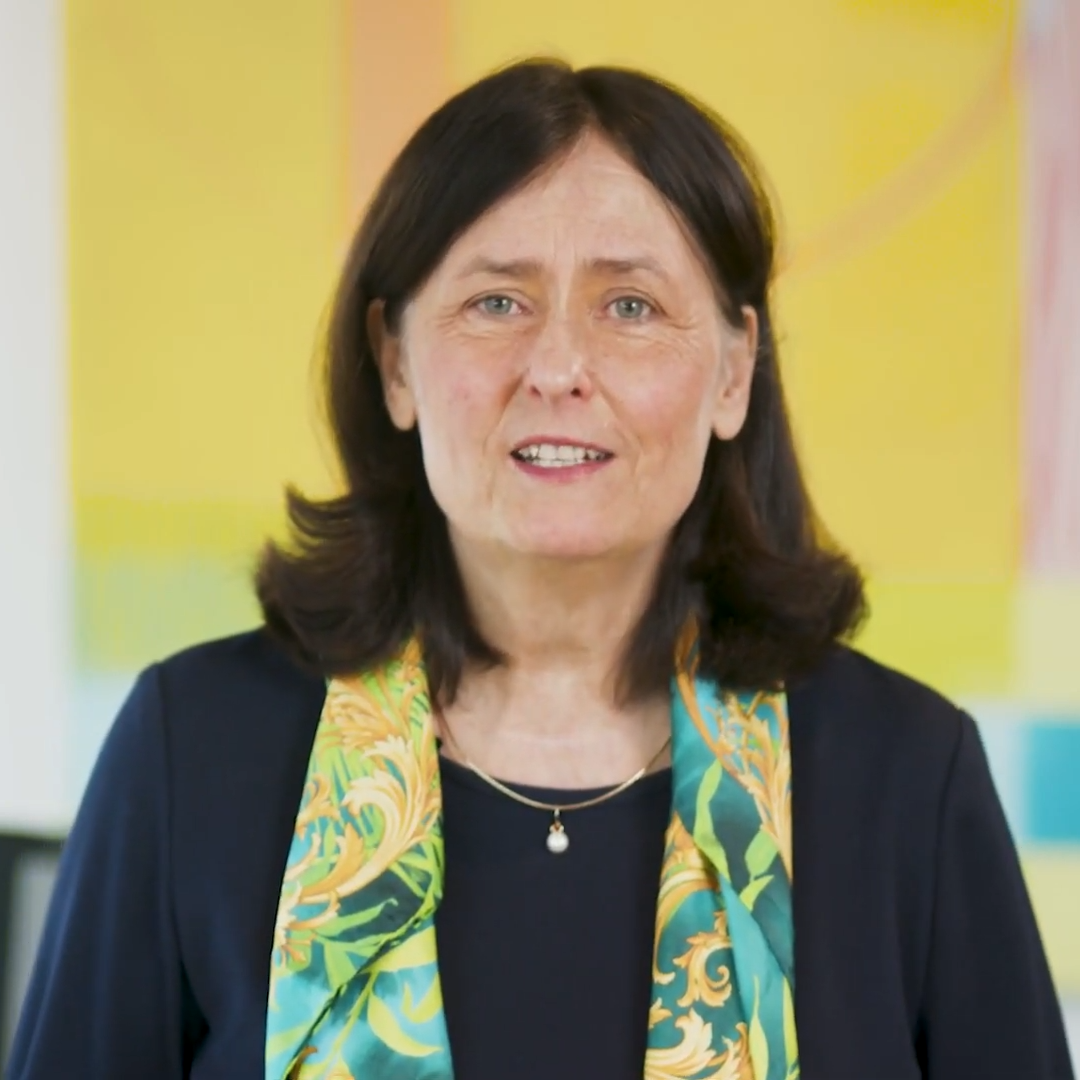
Katja Becker

Katja Becker (Heidelberg, 7 maart 1965), in sommige oudere publicaties vermeld als Katja Becker-Brandenburg) is een Duitse arts en biochemicus. Van 2009 tot 2012 was zij Vice President voor Onderzoek aan de Universiteit van Gießen. Van 2015 tot 2017 was ze Duits lid van het Wetenschappelijk Comité van het COST -programma in Brussel. Van 2014 tot 2019 was ze vicepresident van de Duitse Onderzoeksstichting (DFG). Op 1 januari 2020 werd ze de eerste vrouwelijke DFG-voorzitter, als opvolger van Peter Strohschneider. Sinds januari 2021 is Becker ook voorzitter van de raad van bestuur van de Global Research Council.

## Biografie
Van 1984 tot 1991 studeerde Katja Becker geneeskunde aan de Ruprecht-Karls Universiteit te Heidelberg. In 1988 voltooide ze haar promoveerde ze summa cum laude onder Heiner Schirmer op het onderwerp glutathionreductase en zijn apo-enzym: bijdragen aan de chemotherapie van malaria en aan de diagnose van FAD-deficiëntietoestanden (Duits: Glutathionreduktase und ihr Apoenzym: Beiträge zur Chemotherapie der Malaria und zur Diagnostik von FAD-Mangelzuständen). In 1996 haalde ze haar habilitaat in de biochemie aan de medische faculteit van de Ruprecht Karls-Universiteit. Na een opleiding aan het John Radcliffe Hospital in Oxford en het universiteitsziekenhuis in Bazel, deed ze klinische en onderzoeksgerelateerde ervaring op in Nigeria en Ghana en als postdoc aan de Universiteit van Sydney. In 1998 slaagde zij voor het specialistisch examen voor Biochemie in Heidelberg.
Daarna werkte ze als senior assistent bij de biochemie-afdeling (Duits: Biochemiezentrum) van de Universiteit van Heidelberg. In 1999 aanvaardde ze een positie als junior onderzoeksgroepsleider bij het Centrum voor Infectieonderzoek (Duits: Zentrum für Infektionsforschung) aan de Julius Maximilians-Universiteit in Würzburg.
In 2000 aanvaardde Katja Becker een hoogleraarschap voor biochemie en moleculaire biologie (Duits: Professur für Biochemie und Molekularbiologie) aan de Universiteit van Gießen, dat deel uitmaakt van het Interdisciplinair Onderzoekscentrum (Duits: Interdisziplinäre Forschungszentrum für biowissenschaftliche Grundlagen der Umweltsicherung, IFZ) van de universiteit. Haar onderzoek richt zich onder meer op de rol van oxidatieve stress en antioxidante beschermende mechanismen bij de ontwikkeling van ziekten, en de ontwikkeling van nieuwe geneesmiddelen tegen tumoren en infectieziekten (met name malaria). In 2006 deed ze zes maanden onderzoek aan het Scripps Research Institute in La Jolla, CA, VS.
Sinds 2014 is Katja Becker voorzitter van de Permanente Senaatscommissie voor fundamentele vragen in genetisch onderzoek en coördinator van het DFG Prioriteitsprogramma 1710 "Dynamics of Thiol-based Redox Switches in Cellular Physiology". Van 2018 tot eind 2019 leidde ze het LOEWE Centrum DRUID "Novel Drug Targets against Poverty-related and Neglected Tropical Infectious Diseases" als onderdeel van het Hessische LOEWE-programma.

## Onderscheidingen
Katja Becker is lid van verschillende wetenschappelijke en politieke adviescommissies, expert en organisator van conferenties. De Zuidwest-Duitse Vereniging voor Interne Geneeskunde kende haar in 1989 de Ludolf Krehl-prijs toe voor haar proefschrift. Ze heeft verschillende prijzen ontvangen voor haar onderzoeks- en onderwijsprestaties, zoals de Carus-medaille van de Duitse Academie van Wetenschappen Leopoldina in het najaar van 2003. Van 2000 tot 2005 was Becker lid van de Junge Akademie van de Berlin-Brandenburgische Akademie der Wissenschaften en van Leopoldina. Ze is lid van de Leopoldina sinds juni 2009, en was een van de jongste leden. Ze was betrokken bij de voorbereiding van de Leopoldina-verklaringen voor de G7- en G20-toppen.
Op 21 oktober 2009 was ze de eerste vrouw die werd verkozen tot vicepresident van de Universiteit van Gießen. Haar termijn van drie jaar begon op 1 november 2009.
In maart 2010 ontving ze de Rudolf Leuckart-medaille van de Duitse Vereniging voor Parasitologie (Duits: Deutsche Gesellschaft für Parasitologie) voor haar werk aan het redox- en energiemetabolisme van pathogene parasieten zoals malaria.
Katja Becker was van 2014 tot eind 2019 vicevoorzitter van de Duitse Onderzoeksstichting (Duits: Deutsche Forschungsgemeinschaft, DFG). Op de DFG-ledenvergadering in Rostock op 3 juli 2019 was zij de eerste vrouwelijke wetenschapper die werd verkozen tot voorzitter. Becker is op 1 januari 2020 in haar nieuwe functie begonnen voor een aanvankelijke periode van vier jaar.

## Publicaties (selectie)

### Boeken
- Als redacteur, met Eva-Maria Engelen en Miloš Vec: Ethisierung – Ethikferne: Wie viel Ethik braucht die Wissenschaft? Akademie Verlag, Berlijn 2003, ISBN 3-05-003855-1
- met Paul M. Selzer: Apicomplexan Parasites: Molecular Approaches to Targeted Drug Development. Geneesmiddelontdekking bij infectieziekten 2. Wiley-Blackwell, Weinheim 2011, ISBN 978-3-527-32731-7

### Artikelen
- met Savvas N. Savvides, P. Andrew Karplus en anderen: Enzyme inactivation through sulfhydryl oxidation by physiologic NO-carriers. In: Nature Structural & Molecular Biology. Vol. 5, Nr. 4, 1998, p. 267–271. DOI:10.1038/nsb0498-267
- met Stefan M. Kanzok, R. Heiner Schirmer en anderen: Substitution of the thioredoxin system for glutathione reductase in Drosophila melanogaster. In: Science. Vol. 291, Nr. 5504, 26 Januari 2001, p. 643–646. DOI:10.1126/science.291.5504.643
- met K. Fritz-Wolf, W. Kabsch en anderen: (2003). X-ray structure of glutathione S-transferase from the malarial parasite Plasmodium falciparum. In: Proc Natl Acad Sci USA. Vol.100, 2003, p. 13821–13826. DOI:10.1073/pnas.2333763100
- met S. Urig, E. Davioud-Charvet enanderen: Undressing of phosphine gold(I) therapeutic agents as irreversible inhibitors of human disulfide reductases. In: Angew Chem Int Ed Engl. Vol. 45, 2006, p. 1881–1886. DOI:10.1002/anie.200502756
- met Raul Perez-Jimenez, Jon Beckwith en anderen: Diversity of chemical mechanisms in thioredoxin catalysis revealed by single-molecule force spectroscopy. In: Nature Structural & Molecular Biology. Vol.16, Nr. 8, 2009, p. 890–896. DOI:10.1038/nsmb.1627
- met S. Koncarevic, S. Rahlfs S und anderen: Plasmodium falciparum imports the human protein peroxiredoxin 2 for peroxide detoxification. In: Proc Natl Acad Sci USA. Band 106, 2009, S. 13323–13328. DOI:10.1073/pnas.0905387106mit
- met Karin Fritz-Wolf, Stefan Rahlfs en anderen: Crystal structure of the human thioredoxin reductase–thioredoxin complex. In: Nature Communications. 2, 2011, p. 383 doi:10.1038/ncomms1382.
- met D. Kasozi, A. J. Meyer en anderen: Real-time imaging of the intracellular glutathione redox potential in the malaria parasite Plasmodium falciparum. In: PLoS Pathogens. 9, 2013, p. e1003782. DOI:10.1371/journal.ppat.1003782
- met L. Wang, J. R. Yates III en anderen: Characterization of the 26S proteasome network in P. falciparum. In: Scientific Reports. 5, 2015, p. 17818. DOI:10.1038/srep17818
- met Reimar Krieg, Stefan Rahlf en anderen: Arylmethylamino steroids as antiparasitic agents. In: Nature Communications. 8, 2017, p. 14478. DOI:10.1038/ncomms14478